# Syngnathus taenionotus
Il Syngnathus taenionotus, Canestrini, 1871, noto in italiano come pesce ago adriatico o pesce ago di laguna, è un pesce osseo marino della famiglia Syngnathidae.

## Distribuzione e habitat
Questo pesce ago è endemico del mar Adriatico. Frequenta zone costiere con fondali mobili, si può trovare anche nelle acque salmastre delle lagune, specialmente nei prati di Zostera marina. 

## Descrizione
La caratteristica più vistosa di questa specie è il muso tubolare molto lungo e schiacciato lateralmente, che pare la continuazione della testa (nel pesce ago comune e nel pesce ago musolungo c'è una gibbosità dietro la testa). Il muso visto lateralmente è più stretto del capo (nel pesce ago cavallino ha la stessa larghezza). La pinna dorsale è più corta della testa.
Il colore è variabile tra il verde e il marrone, spesso con una linea scura più o meno continua lungo i fianchi.
La lunghezza raggiunge al massimo i 25 cm.

## Biologia
Poco nota, di solito si incontra in acqua aperta a pochi centimetri dal fondo e tende a non posarsi sullo stesso come altri pesci ago.

## Pesca
Occasionale insieme ai latterini. Non ha alcun valore alimentare.